# Блэр, Дэвид (режиссёр)
Дэвид Блэр (англ. David Blair; род. в Джонстоне, Шотландия, Великобритания) — шотландский режиссёр кино и телевидения, лауреат премии BAFTA.

## Карьера
В 2000 году снял телевизионный мини-сериал «Анна Каренина» по одноимённому произведению Льва Толстого.
В 2015 году снял драматический фильм «Покидая Блэкпул»  с Тимоти Споллом и Джуно Темпл в главных ролях. Премьерный показ состоялся в 2016 году на Международном кинофестивале в Эдинбурге.
В 2018 году на экраны вышел военный фильм Блэра «Крылья урагана», повествующий о роли польских военных лётчиков в ходе воздушной битвы за Британию, главную роль в котором исполнил Иван Реон. В интервью сам режиссёр признался, что страдает аэрофобией и перестал летать самолётами с 1989 года. 

## Избранная фильмография
| Год         | Название на русском                        | Название на английском    | Должность                                  |
| ----------- | ------------------------------------------ | ------------------------- | ------------------------------------------ |
| 2000        | «Анна Каренина» (мини-сериал)              | Anna Karenina             | режиссёр (4 эпизода)                       |
| 2008        | «Тэсс из рода д’Эрбервиллей» (мини-сериал) | Tess of the D'Urbervilles | режиссёр (4 эпизода)                       |
| 2010 — 2012 | «Обвиняемые» (телесериал)                  | Accused                   | режиссёр (6 эпизодов)                      |
| 2016        | «Покидая Блэкпул» (фильм)                  | Away'                     | режиссёр                                   |
| 2018        | «Крылья урагана» (фильм)                   | Hurricane                 | режиссёр                                   |
| 2021 — 2022 | «Преступление» (телесериал)                | Crime                     | режиссёр (5 эпизодов) продюсер (4 эпизода) |